# Cartonnages de la NRF
Les cartonnages de la NRF désignent principalement 552 ouvrages reliés d'auteurs publiés à la Nouvelle Revue française par Gallimard entre 1941 et 1967.

## Historique
Avant-guerre paraissent à la Nouvelle Revue française de premiers ouvrages cartonnés :  d'abord reliés plein carton monochrome, au dos imprimé et ornés d'une étiquette sur le premier plat, ils sont à partir de 1932 recouverts d'une toile protégée d'un « couvre livre » imprimé et parfois illustré en noir, notamment par René Ben Soussan.
Gaston Gallimard souhaite à partir de 1941 que certains livres soient dotés d'une reliure cartonnée, et plus rarement de toile. Pour cela, il fait principalement appel à Paul Bonet (324 titres) et à Mario Prassinos (207 titres), deux relieurs-graveurs réputés, ce qui explique que communément on appelle ces livres les "Cartonnage Bonet-Prassinos". Cependant, d'autres artistes ont pu collaborer comme Colette Duhamel (7 titres), Yvonne Préveraud de Sonneville (3 titres) et Albert Hollenstein (8 titres).
Ces cartonnages séduisent de nombreux écrivains majeurs comme Simone de Beauvoir, Paul Claudel, André Gide, Henry de Montherlant ou Paul Valéry. De fait, sont édités des éditions originales, des secondes éditions voire des rééditions d'ouvrages anciens, comme certains titres de Montesquieu.
Cette initiative vise à démocratiser les livres reliés, à un moment où la reliure artisanale était hors de prix pour le commun des mortels. Les tirages réduits (entre 550 et 4000 exemplaires) et les gravures originales rendaient ces produits uniques et originaux, bien que dans un premiers temps, certains ne les aient pas appréciés. Depuis les années 1990, ils deviennent la cible des collectionneurs, qui font remonter leurs prix. 

## Liste des auteurs et œuvres sous cartonnages de la NRF
- Alain
- Aragon
- Beauvoir
  - L'invitée, 1945 (Prassinos)[3]
  - Tous les hommes sont mortels, 1946 (Prassinos)[4]
  - Le deuxième sexe, 1949 (Prassinos)[5]
  - Les Mandarins, 1954 (Prassinos)[6]
- Albert Camus
  - L'homme révolté, 1951 - Tirage de 1865 exemplaires de l'édition originale : 45 exemplaires sur Hollande Van Gelder (dont 40 numérotés de 1 à 40 et 5, hors commerce, marqués de A à E), 260 exemplaires sur velin pur fil des Papeteries Lafuma-Navarre (dont 250 exemplaires numérotés de 41 à 290 et 10, hors commerce, marqués de F à O), 1550 exemplaires sur alfama des Papeteries du Marais, reliés d'après la maquette de Mario Prassinos (dont 1500 numérotés de 291 à 1790 et 50, hors commerce, numérotés de 1791 à 1840). En outre, 10 exemplaires hors commerce sur Madagascar, réservés à l'auteur, numérotés de I à X.
- Claudel : 
  - La Jeune Fille Violaine
  - Partage de midi
  - Cinq grandes odes
- Gide
  - Les Caves du Vatican
  - Journal 1942-1949
- Malraux
- Maurois
- Montherlant
- Picasso
- Valéry
  - Variétés I à V